# Montevecchia
Montevecchia (lombardul: Muntavégia vagy Muntaégia) település Olaszországban, Lombardia régióban, Lecco megyében. Lakosainak száma 2681 fő (2023. január 1.). Montevecchia Merate, Missaglia, Osnago, La Valletta Brianza, Cernusco Lombardone és Olgiate Molgora községekkel határos.

## Népesség
A település lakossága az elmúlt években az alábbi módon változott:
| Lakosok száma | 2636 | 2682 | 2681 |
|               | 2017 | 2018 | 2023 |